# 내 멋에 산다
"내 멋에 산다"는 한국에서 제작된 김기덕 감독의 1967년 영화이다. 강신성일 등이 주연으로 출연하였고 홍성칠 등이 제작에 참여하였다.

## 출연

### 주연
- 강신성일
- 황정순
- 주선태

## 기타
- 원작자: 유호
- 조명: 박진수
- 미술: 홍성칠